# Jüdischer Friedhof (Poděbrady)
Koordinaten: 50° 8′ 0,6″ N, 15° 6′ 14″ O

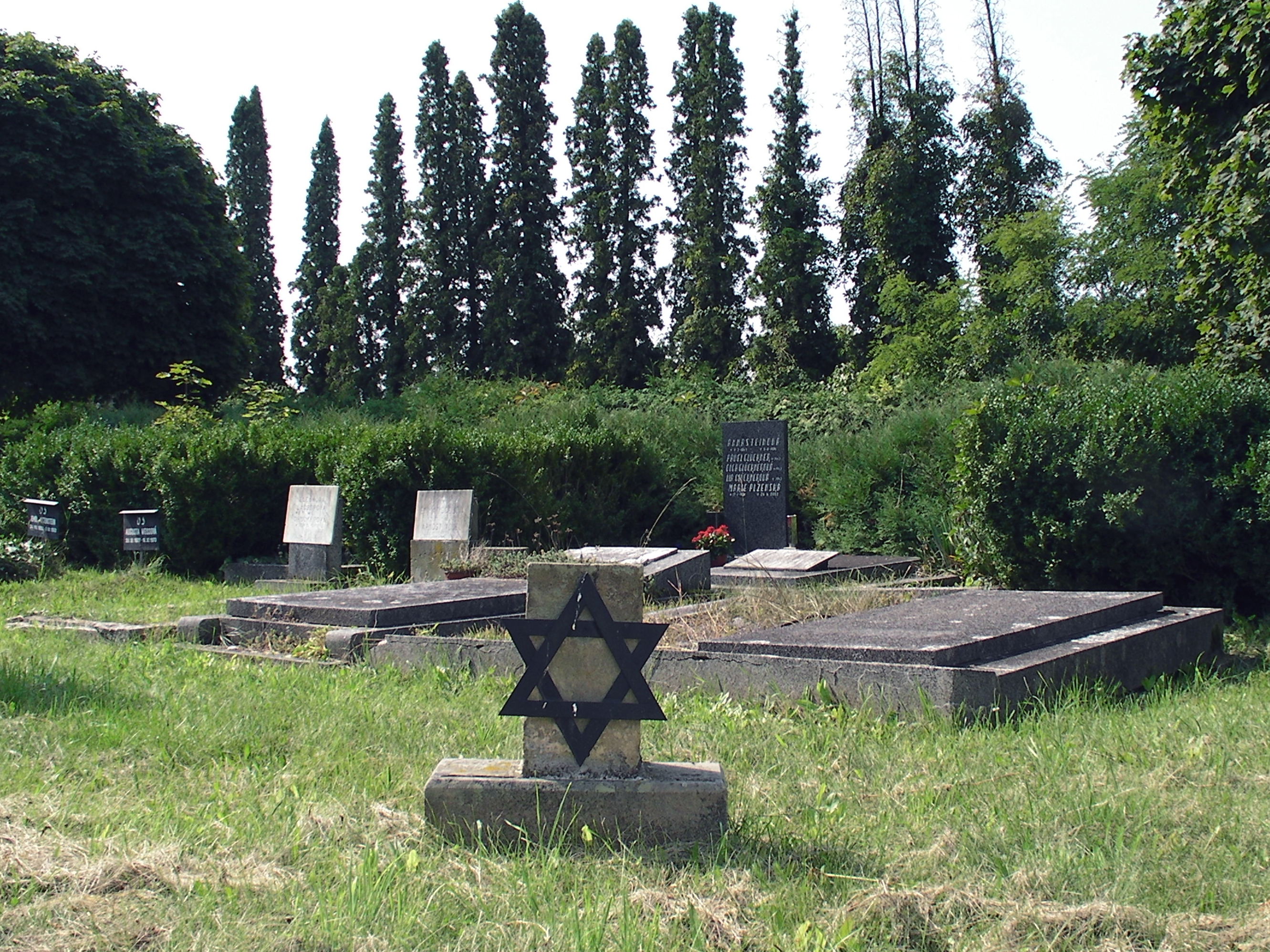
Jüdischer Friedhof in Poděbrady

Der Jüdische Friedhof im Stadtteil Kluk in Poděbrady (deutsch Podiebrad), einer Stadt im Okres Nymburk in Tschechien, wurde 1898 angelegt. Teile des Friedhofs von Kluk sind seit 1958 ein geschütztes Kulturdenkmal.
Es sind nur wenige Grabsteine auf dem Friedhof vorhanden.